# San José El Ídolo
San José El Idolo é uma cidade da Guatemala do departamento de Suchitepéquez.